# クラッシュギアNitro
『クラッシュギアNitro』（クラッシュギアにとろ）は、バンダイから発売されたバトル玩具『クラッシュギア』をモチーフとしたサンライズ制作のテレビアニメ。名古屋テレビ→メ～テレ・テレビ朝日系列で2003年2月2日から2004年1月25日まで日曜7:00 - 7:30枠にて放送された。全50話。

## あらすじ
第一回世界大会から数十年たった未来の話。クラッシュギアは今や子供たちだけでなく、老若男女全体に広まり、揉め事があればそれで決着を付けるまでに普及した。ギアをまったく持っていない真羽勝は謎のマスクマンに伝説のギア「ガルダフェニックス」を託されたことにより奇想天外な物語が始まる。
設定上、前作『激闘!クラッシュギアTURBO』の続編にあたるものの、前作のようなシリアス要素はなく、低年齢向きの内容になっている。

## 登場人物

### 主要人物
真羽 勝（まっは まさる）
声 - 中山依里子
使用ギア：ガルダフェニックス⇒マッハジャスティス / マッハジャスティスS（ソニック）⇒マッハヴィクトリー
本作の主人公。こだま小学校に通う小学5年生。クラッシュギアを心から愛し、誰よりもファイトを楽しもうとする無邪気な少年。明るく大雑把な性格で、楽しいファイトが出来ればそれでいいと言う変り者。「ズババーン」や「シュビビーン」と言った擬態語を感覚的に口ずさむ癖がある。ギアの鼓動や魂を感じる事が出来る。
阿久沢 由宇（あくさわ ゆう） / クラッシュナイト
声 - 野島裕史
使用ギア：キングシュバルツ / キングシュバルツN（ネオ）⇒キングカイザー
勝のライバルの一人。14歳。冷静沈着な性格で、カウントを取りながら理詰めでファイトをする。裕福な家庭に育ちながら、共働きである両親には愛情を抱くような事はなく、私生活は寂しい物になっている。ギアファイトのさらなる可能性を求めてZET学園四天王となり、藤原金一朗と行動を共にするようになる。一時は覆面ファイター「クラッシュナイト」として活躍する。ZET時代は「KN（カーン）」を名乗っていた。
沖田 英俊（おきた ひでとし） / ヒデ
声 - 飯田利信
使用ギア:ストームライダー⇒ウイングラプター / ウイングラプターX
勝のライバルの一人。おっちょこちょいな性格がファイトにも反映されており、好不調が激しいのが問題ではあるが、ファイターとしてのポテンシャルは非常に高い。なつみに一方的に惚れているが相手にされていない。通称「ヒデ」、自称は「ヒデ様」。自分を慕っている二人の子分がいる。また、たまにレオンが話す変な言葉を唯一理解できる人物でもある。
国府田 猛（こうだ たけし）
声 - 藤本隆行
使用ギア:アイアンウルフ /  W（ワイルド）アイアンウルフ
勝のライバルの一人。最もギアに愛された男。佐奈間ラボをクビになった後は流れ者ファイターとして行動する。自分からファイトを挑むというよりは、いわゆる巻き込まれ型の人間で、世界大会もそれとは知らずに参加を続けていた。阿久沢に勝った数少ないうちの一人でもある。彼のギア「W（ワイルド）アイアンウルフ」は自らの意思で動き場合よっては形状をも変化させる。
前田 なつみ（まえだ なつみ）
声 - 高橋美佳子
勝のクラスメイト。同じマンションに住むクラス委員長。こだま小ギアクラブのマネージャー兼監督（自称）でもある。世間知らずな勝に代わって、黙々と新聞を読んだりと一行の中では情報になぜか強い。非常に行動的な性格で考えるよりも足を動かすタイプである。自転車に乗れなかったが国府田との特訓により乗れるようになった。
T.B（ティービー） / スティーヴィー・エスプレンドロッソ
声 - 浅川悠
使用ギア:サンダーブレイカー /  S（スーパー）サンダーブレイカー
勝の友人。心優しい少年で、ギアを傷つけるファイトを嫌いZET学園から脱走した。顔立ちの整った美少年であるため、女生徒から羨望の眼差しを受けるが本人に自覚はない。「ギア イズ ビューティフル」が口癖。フランス語で数字（アン、ドゥ）を口ずさみながら人差し指をメトロノームのように動かしてリズミカルにファイトをする。
Z.D（ゼディ） / ヴィゼディー・エスプレンドロッソ
声 - 坪井智浩
使用ギア:ゼロデルタ /  M（マイティ）ゼロデルタ
TBの兄。弟をZET学園に連れ戻す事が目的だったが、彼の思いに打たれ学園を抜け、以後は正統派ファイターとして戦う。
藤原 銀二郎（ふじはら ぎんにろう） / クラッシュ・キッド
声 - 辻親八
ギアショップ・シルバーマックスの店主。昔気質の頑固者で、自らが認めたファイターのメンテしかしないと言うこだわりを持つ。時には覆面ファイター「クラッシュ・キッド」として登場し、ギアに対して純真な子供たちにアドバイスを投げかける事もある。

### 主要人物の関係者
真羽 誠（まっは まこと）
声 - 高木礼子
勝の弟。ギアファイトを観戦していくうちに自らもファイターに憧れるようになる。
真羽 舞（まっは まい）
声 - 根谷美智子
勝と誠の母。職業はデザイナー。勝の好物の卵焼きを作るのも上手い。
真羽 正義（まっは まさよし）
声 - 島田敏
勝と誠の父。仕事熱心だが、妻の舞からは「仕事に託けて、遊んでばかり」と評されて離婚。それでも妻子への愛情を抱き続けており、舞からも憎からずも思われている。
佐奈間 三平（さなま さんぺい）
声 - 服巻浩司
佐奈間ラボを興した現主任。意外と調子のいい性格。
フィールド屋（フィールドや）
声 - 矢部雅史
いつでもどこでもどんな時でも、ギアファイトのフィールドを提供すべく駆けつける。それゆえ、駆けつける際に体育館の屋根を壊したり（下にいる大勢の生徒たちが瓦礫の下敷きになるのを省みていない）、非常識な行動が多い。以前、経営していた運送会社は倒産してしまったという暗い過去を持ちながら、それにめげる事なく頑張っている。
斉藤 ハジメ（さいとう ハジメ）
声 - 松岡美佳
使用ギア:ストームライダー/ストームライダーZ
食いしん坊なヒデの子分。
近藤 ハジメ（こんどう ハジメ）
声 - 立野香菜子
使用ギア:ストームライダー/ストームライダーZ
猿顔のヒデの子分。船木先生と声が一緒である事はTBがさりげなく作中で突っ込んでいる。
船木先生（ふなきせんせい）
声 - 立野香菜子
勝たちのクラスの担任の先生。マイペースだが生徒からも信頼されている優しい性格。クラッシュギアが大好きな彼氏の武藤（むとう、声 - 小西克幸）がいる。ギアクラブの顧問にもなっており、生徒からプレゼントされたギアも持っている。
安生 洋子（あんじょう ようこ）
声 - かかずゆみ
使用ギア：ファンシースコーピオ
こだま小学校のギアクラブの部長。自分たちのギアクラブに男子は不要だと一度は勝にギアファイトで勝利して追い返すが、再戦した際に敗北し以降は勝たちのギアクラブと共に活動する事になる。TBに惚れている。父親（声 - 中島聡彦）はPTA会長。
岩清水 トオル（いわしみず　トオル）
声 - 根谷美智子
使用ギア：ギアスザク
こだま小学校のギアクラブの部員。大会で準優勝した経験を持つ。
ケビン
声 - 成田剣
こだま小学校にやってきた特別講師。外国人だが妙な関西弁を話す。「教育熱心」が座右の銘で成績の悪い勝に「やればできる」という事を教える。
レオン
声 - 愛河里花子
使用ギア：ヘビースパイク/ヘビースパイクF（フォース）
伝説のギアファイターと呼ばれる少年。公式、アンダーグラウンドに関わらず姿を現しては圧倒的な強さで相手を打ち破っている。由宇や勝の素質を見抜き、ニトロを伝授。後に好敵手として激戦を繰り広げるようになる。天性の感覚に身を委ねたアクロバティックな動きをギアにも反映させ、相手の想像を超えた大胆な攻撃を得意とする。ファイト中の興奮が最高潮に達すると流暢な現地語を喋りながら、陽気なダンスを踊る。

### ZET
MU（ムウ）
声 - 高橋広樹
使用ギア：メガユニバース
ZET学園の生徒会長で四天王のリーダー。実力は高く、ヒデやJCに圧勝している。また、バトルロイヤルにも精通している。基本的に冷静な性格だが、時折感情的な面を見せることがある。
QT（キューティ）
声 - 夏樹リオ
使用ギア：クイーンサンダー
ZET学園の生徒副会長で四天王の紅一点。MUがZETを去った後、生徒会長に就任した。和風の衣装を好んでいる。
JC（ジェイク）
声 - 矢部雅史
使用ギア：ジャガーコマンドー
MUへの復讐を果たすためにZET学園へ入り、後に四天王となる。国府田とのファイトを経て、本当に大切なことに気付き、ストリートファイトの世界に戻る。
藤原 金一郎（ふじはら きんいちろう）
声 - 石井康嗣
銀次郎の兄。クラッシュギアに人類のさらなる可能性を見出し、ギアの究極の進化を追い求めるようになる。クラッシュギアに対しては誰よりも厳格であろうとする。ZETの会長、ワールドチャンピオンシップの運営本部長などの肩書きを持つ。かつては日本を代表するファイターであった。

### 世界大会のライバル達
マルコ・ロッジオ
声 - 石川英郎
使用ギア：シャークルーザー/H（ハンマー）シャークルーザー
妹と共に旅の劇団に拾われた孤児。ギアファイトの腕を磨き、前大会にも7位にランクインしている実力者。ギアファイターとしてのさらなる活躍を望み、熱心にファイトに取り組んでいる。熱烈な女性ファンが応援団を作るほどの美男子でもある。
アロラ・シャンディ / ミーナ
声 - ゆかな
使用ギア：コブラージャ
二重人格の少女。気弱なミーナは、強い自分を求めるようになり鏡に向かって日ごと自問自答を繰り返すうちにアロラが生まれた。アロラはミーナとは正反対の豪快な性格で優れたギアファイターとしても活躍、昨年の世界大会も3位に入賞をするなどの実績を残している。ある事件をきっかけにZDと知り合い、以降仲間として打ち解ける。吃驚すると人格が入れ替わる癖がある。
ノーフェイス・マクドナルド
声 - 私市淳
使用ギア：アステカリバー
正体不明の覆面ファイター。青黒いコートに身を包み、顔面を包帯で覆っている。前大会でレオンとのファイト中にニトロに溶け行方をくらまし、現在は消息不明。
ブロンコ・ブロンゾン
声 - 矢部雅史
使用ギア：バッファローダー
昨年度世界ランキング10位のパワーファイター。
タジリ・タヂリ
声 - 渋谷茂
使用ギア：グレートパイレーツ
昨年度ワールドチャンピオンシップの覇者にして、3年連続ディフェンディングチャンピオンという、最強のファイター。しかしニトロを発動させる事ができず、勝とファイトした時はあっさり負けてしまった。

## クラッシュギア
物語の冒頭で登場した幾つかのギアを除いては、IODと呼ばれるギアを急回転させる新機構が搭載されている（IODが後部に装着されているのでリアウェポンは装備していない）。さらにメインキャラクター達のギアは中盤以降、より強力なフロントウェポンとホイールを換装する事でマイナーチェンジを施している。
マッハジャスティス / マッハジャスティスS（ソニック）⇒マッハヴィクトリー
勝の愛機。ガルダフェニックスの鼓動と魂を受け継ぎ、クレイモデルから誕生したギア。後に改良したマッハジャスティスSでニトロに開眼、風の流れを掴み大空を翔る必殺技「ウインディーソニック」で幾多の相手を倒している。その活躍ぶりはたちまち評判となって、佐奈間ラボからは量産機が作られた程である。マッハヴィクトリーは、大破したマッハジャスティスの鼓動から勝の想像力が掻き立てられ瞬く間に完成した新型ギア。製作には藤原銀二郎が携わっている。新必殺技の「ヴィクトリーソニック」でフィールドに新たな風を呼ぶ。
キングシュバルツ / キングシュバルツN（ネオ）⇒キングカイザー
佐奈間ラボで研究を積み重ね由宇自らが完成させた。ネーミングは両親から募り、父がキング、母はシュバルツが良いと言ったので、複合してキングシュバルツと命名した。全てにおいて高い性能と優れたギアバランスを保っていたが、勝とのファイトに敗北した事でさらなる強化を求めるようになる。そしてキングシュバルツNの完成でニトロを使った必殺技「シュバルツラビーネ」を習得、驚異的性能を発揮していたが協力者の藤原金一朗の理想には及ばなかった。
そしてニトロの新たな境地を求めた由宇達は、全てのギアのデータを結集させた究極のギア「キングカイザー」を完成させる。凄まじい潜在能力を秘めた新型機はマシンコントロールに長けた由宇ですら扱いきれず、氷のニトロが暴走する事も度々あった。必殺技「シュバルツグレイシャー」は巨大な氷柱を発生させ、有無を言わさず相手を凍りづけにする。ホイールが6つあるように見えるが、前方の二つはローラーとなっている。
ウイングラプター / ウイングラプターX（エックス）
ヒデの愛機。元は佐奈間ラボから盗みだされた機体だが、佐奈間が機体登録を抹消したため持ち主不在のままヒデのギアとして定着した。嵐のニトロを操り、高速ダッシュで巻き起こした竜巻と共に相手へ突進する「飛翔回転撃」という必殺技を使う。
アイアンウルフ / W（ワイルド）アイアンウルフ
佐奈間ラボで開発された国府田の愛機。川の水面を石切りする姿にヒントを得て、ニトロに目覚める。必殺技はIODWユニットの特性を活かして狼のように俊敏に動き回り、相手に襲いかかる「ワイルドバイト」。
サンダーブレイカー / S（スーパー）サンダーブレイカー
優れた美しさを見せるTBの愛機。バッテリーの電力を放出し、電撃の網で相手を縛り上げる「ライトニングスパーク」という必殺技を使う。この必殺技は、後に雷のニトロに目覚めた事で威力が上昇している。TBの家に代々保管されていたフロントウェポンを装着する事でSサンダーブレイカーへと強化された。ボディに傷をつけられるとTBの性格が激変し途端に爆発的な攻勢に移る事もあったが、ギアファイトにおけるTBの価値観に変化が見られた事で落ち着きを見せた。
ゼロデルタ / M（マイティ）ゼロデルタ
ZDの愛機。三角形状に移動する特殊なニトロを操る。「ゼロエクスプロージョン」とそこから派生した必殺技を使う。
「ゼロエクスプロージョン・三角・デルタウォール」三角形を描くように高速移動し、相手をその描いた三角形に閉じ込め、三角柱を形成し相手ギアの動きを止める。そしてMゼロデルタ（ゼロデルタも使用可能）が三角柱を離脱、そのまま立体の三角形を形成したMゼロデルタが閉じ込めた相手ギアに回転しながら突っ込む。ちなみにZDはこの技を使用する時、両手を合わせて三角を作る。
「三角棒」空中で三角を描いたMゼロデルタが三角柱を形成、三角柱を伸ばし、三角柱の頂点を相手にぶつける。劇中では空中に飛ばされた時の迎撃技として使用。
「ゼロエクスプロージョン・デュアル」おそらくMゼロデルタ最強の技。ZDが「デュアル！」と叫び、両手で三角を二つ作ると、Mゼロデルタの周りに一瞬六亡星のようなものが現れ、三角を描いていたMゼロデルタが頂点を軸に高速回転、円錐状になったMゼロデルタが相手に突っ込む。
ヘビースパイク / ヘビースパイクF（フォース）
レオンの愛機。大地のニトロを操る。真の強敵が現れるとフロントウェポンを換装し、実力を見せる。必殺技は「デザートハリケーン」、「デザートハリケーンフォース」。
メガユニバース
MUの愛機。ゼロデルタと同型だが、IODはWユニットであり、機動性もパワーもこちらのほうが高い。フロントウェポンは“メガアッパー”。必殺技はギア全体を回転させて相手を踏み潰して破壊する「メガドライバー」。高速移動しながら相手とぶつかることで摩擦を作り、そのフリクションゾーン内で発生する摩擦熱で対戦機を燃やすことも可能。
ジャガーコマンド
JCの愛機。アイアンウルフのボディ、キングシュバルツのフロントウェポン、ウイングラプターのホイールと佐奈間ラボ製ギアの集合体。必殺技は炎を爪のように纏って逆回転させながら相手に突っ込む「バーニングクロー」。
クイーンサンダー
ZET学園四天王の紅一点、QTの愛機。T.Bのサンダーブレイカーと同型機だが、IODはWユニットになっているため、機動性はこちらのほうが高い。ライトニングスパークを使うこともできる。必殺技は高速移動することで残像を発生させ、相手の攻撃を避けながら相手を破壊する「風花流転の舞」。
シャークルーザー / H（ハンマー）シャークルーザー
マルコ・ロッジオの愛機。「ダイビング・スプラッシュ」や「サーフィンU・F・A」などの多彩な必殺技を使いこなす。
コブラージャ
アロラ・シャンディの愛機。
アステカリバー
ノーフェイス・マクドナルドの愛機。
バッファローダー
ブロンコ・ブロンゾンの愛機。
グレートパイレーツ
タジリ・タヂリの愛機。
ガルダフェニックス
前作『クラッシュギアTURBO』の主人公である真理野コウヤが使用していたギア。銀二郎のショップに保管されていたが、後に勝の最初の愛機となる。
ストームライダー
ウイングラプターを持つ以前のヒデの愛機。ヒデの子分である斉藤と近藤も所持している。後者の2機は、IODユニットを取り付ける事により、ストームライダーZ(ゼット)になった。

## 専門用語
クラッシュギア
四輪駆動型のバトルマシン。コロッセオのチャリオットをモチーフに制作された。
クラッシュギアの誕生と普及
前作『激闘!クラッシュギアTURBO』と、微弱だが関連性を持つため、ここでは2作を交えて紹介する。まず、クラッシュギアはギアゴッドと呼ばれる人物が人々の心の交流を補う代用品として生み出した。同時期にギアファイトを正しく運営する協会組織GFAが設立され、ルールや大会などが着々と整えられていった。誕生から10年後には新機構のVTシャーシやリアウェポンの搭載などにより、ギアファイトの熱は一気に加速。俗に言われる第一次クラッシュギアブームが起こり、同年に行われた第二回世界大会も最高の盛り上がりを見せた（激闘!クラッシュギアTURBOの物語）。
その後も様々な規模の大会が各地で行われ、クラッシュギアは拡大と普及を続けた。幅広い層の人間がファイトを日常的に嗜むようになり、これを受けてフィールド屋などの新たなサービスもはじまった。
物語の直前には佐奈間ラボがIODを開発。従来のギア以上の変則的な動きが可能となり、ギアファイトの新たな境地が開かれた（第二次クラッシュギアブーム）。

ジャマー
リングの外周を走行し続ける障害物。ZETのフィールドカーに標準装備されており、後に行われたワールドチャンピオンシップでも使用された。ギアよりも巨大でパワーもあるため、迂闊に近づくとリングアウトしてしまう。相手をギアとジャマーで挟み撃ちにする戦法がファイター達に好んで使われた。
ニトロ
ギアの鼓動を感じ取り、魂を一体化させる事で発動する奥技。常識に捉われない型破れな動きで相手を翻弄する事ができる。時としてリング全体にまで及ぶ爆発的なエネルギーを発揮するため、「ニトロなくして世界は握れない」とまで言われている。ニトロを発動したファイターはギアと感覚や痛覚までも共有するようになる。
ニトロの制御が効かなくなり、力が無尽蔵に解放されることを「ニトロの暴走」と呼び、ファイターの生命を脅かす危険な状態となってしまう。また、ニトロを多用することでギアとの一体化が進むと、ファイター自身の姿が消えてしまう。これを「ニトロに溶ける」と呼ぶ。ニトロに溶けたファイターは、他のファイター達の熱いニトロによって再び呼び戻される事がある。
ワールドチャンピオンシップ
毎年開催されるギアファイターの頂点を決める世界規模の大会。選抜された100人の選手が自分以外の99人と戦い、最終的に最も勝率の高い選手が優勝となる。試合は全てシングルマッチとなっている。前作におけるGFAの存在は確認できず、開催時期も4年ごとから1年ごとに変更されている事からTURBOとの関連性は感じられない。
ZET
クラッシュギア世界の制覇を目論む過激派ファイター達が属する組織。彼ら専用のフィールド屋が存在する。実は藤原金一郎により拾われた孤児や優秀なファイター達が集まる学園であるが、力のない者は容赦なく蹴落とされる厳しい縦社会となっている。生徒は皆、ギアの頭文字を取った二文字のコードネームのような形で呼ばれる（TBの場合は、Thunder breakerからTBとなる）。頂点には四天王と呼ばれる腕利きのファイター4人がおり、彼らはいずれもニトロの使い手である。

## スタッフ
- 原作 - 矢立肇
- 監督 - アミノテツロー
- シリーズ構成 - 山口亮太
- オリジナルキャラクターデザイン - 夏月洸
- アニメーションキャラクターデザイン - 近藤高光
- メインメカニカルデザイン - 今石進、斎藤まさかつ
- メカニカルデザインワークス - 大輪充
- 美術監督 - 小川由紀子
- 色彩設計 - 村上智美
- 撮影監督 - 末弘孝史
- 編集 - 野尻由紀子
- CGスーパーバイザー - 小畑正好
- CGチーフ演出 - 小野学
- CGプロデューサー - 今西隆志
- 音楽 - 根岸貴幸
- 音響監督 - 藤野貞義
- 音楽プロデューサー - 吉村仁、唐牛秀貴、眞野昇
- プロデューサー - 今井隆、小原麻美
- 製作 - メ〜テレ、東急エージェンシー、サンライズ

## 主題歌
オープニングテーマ「風のつばさ」
作詞 - さいとういんこ / 作曲 - 前田克樹 / 編曲 - 滝沢淑行 / 歌 - loop(谷本貴義・タ織)
エンディングテーマ「VOICE」
作詞 - anemone / 作曲 - 坂下正俊 / 編曲 - 滝沢淑行 / 歌 - 中里真美

## 各話リスト
| 話数 | サブタイトル                     | 脚本                  | 絵コンテ         | 演出                     | 作画監督                  | 放送日        |
| ---- | -------------------------------- | --------------------- | ---------------- | ------------------------ | ------------------------- | ------------- |
| 1    | 聞け!ギアの鼓動を!               | 山口亮太              | 倉敷由紀也       | 小原正和 小野学 高木茂樹 | 高橋晃                    | 2003年 2月2日 |
| 2    | ヒデの逆襲!                      | 吉田伸                | ワタナベシンイチ | ワタナベシンイチ         | 久行宏和 高橋真一         | 2月9日        |
| 3    | 覚醒!マッハジャスティス          | 山口亮太              | 菱川直樹         | 佐々木健想               | 木下ゆうき                | 2月16日       |
| 4    | 謎の少年TB                       | むとうやすゆき        | 西村純二         | 高木茂樹                 | 高橋晃                    | 2月23日       |
| 5    | ジュリエットを探せ!              | 木村暢                | 小原正和         | 小原正和                 | 久行宏和                  | 3月2日        |
| 6    | 追え!キングシュバルツ            | 吉田伸                | 菱田正和         | 菱田正和 工藤寛顕        | 高橋晃                    | 3月9日        |
| 7    | 留守番パニック!                  | むとうやすゆき        | ワタナベシンイチ | ワタナベシンイチ         | 久行宏和                  | 3月16日       |
| 8    | 特訓!I・O・D                     | 木村暢                | 高木茂樹         | 高木茂樹                 | 佐久間信一                | 3月23日       |
| 9    | ギアファイト禁止令               | 岡田麿里              | 西村純二         | ワタナベシンイチ         | 下井草伊井乃弼            | 3月30日       |
| 10   | 嵐のギアクラブ                   | 山口亮太              | 菱川直樹         | 小原正和                 | 高橋晃                    | 4月6日        |
| 11   | 白熱!ギア甲子園                  | 木村暢                | 西村純二         | 池端隆史                 | 久行宏和                  | 4月13日       |
| 12   | 決戦!由宇vs勝                    | 木村暢                | 菱田正和         | 菱田正和 工藤寛顕        | 高橋晃                    | 4月20日       |
| 13   | 動き出した影                     | 樋口達人              | 高木茂樹         | 高木茂樹                 | しんぼたくろう。 高橋真一 | 4月27日       |
| 14   | ZETの刺客                        | 山口亮太              | ワタナベシンイチ | ワタナベシンイチ         | 高橋晃                    | 5月4日        |
| 15   | 恐怖のジャマーフィールド!        | 吉田伸                | 西村純二         | 高木茂樹                 | なかじまちゅうじ          | 5月11日       |
| 16   | 国府田がんばる!                  | むとうやすゆき        | 小原正和         | 小原正和                 | 高橋晃                    | 5月18日       |
| 17   | 奪われたサンダーブレイカー       | 岡田麿里              | 菱川直樹         | 菱川直樹                 | しんぼたくろう。 高橋真一 | 5月25日       |
| 18   | 幻のギアファイター               | むとうやすゆき        | 菱田正和         | 菱田正和                 | 高橋晃                    | 6月1日        |
| 19   | 潜入者は誰だ!?                   | 岡田麿里              | 高木茂樹         | 高木茂樹                 | 鈴木勤                    | 6月8日        |
| 20   | ZET四天王襲来!                   | 木村暢                | 倉敷由紀也       | 小原正和                 | 高橋晃                    | 6月22日       |
| 21   | 突入!ZET学園                     | 山口亮太              | ワタナベシンイチ | ワタナベシンイチ         | しんぼたくろう。 高橋真一 | 6月29日       |
| 22   | ニトロ激突!KN対勝                | 吉田伸                | 小原正和         | 小原正和                 | 高橋晃                    | 7月13日       |
| 23   | TBの決意                         | 樋口達人              | 菱川直樹         | 菱川直樹                 | なかじまちゅうじ          | 7月20日       |
| 24   | ウルフ対ジャガー                 | 黒川倫玄              | ワタナベシンイチ | ワタナベシンイチ         | 高橋晃                    | 7月27日       |
| 25   | 勝の復活!!                       | 山口亮太              | 西村純二         | 高木茂樹                 | しんぼたくろう。 高橋真一 | 8月3日        |
| 26   | 世界大会開幕!                    | 樋口達人              | ワタナベシンイチ | ワタナベシンイチ         | 高橋晃                    | 8月10日       |
| 27   | 熱戦!ギアトライアスロン          | 木村暢                | 高木茂樹         | 高木茂樹                 | なかじまちゅうじ          | 8月17日       |
| 28   | ヒデは守り神!?                   | むとうやすゆき        | 小原正和         | 小原正和                 | 高橋晃                    | 8月24日       |
| 29   | 古城の亡霊                       | 吉田伸                | 菱川直樹         | 高木茂樹                 | 鈴木勤                    | 8月31日       |
| 30   | 海の上のギアファイター           | 岡田麿里              | 高木茂樹         | 菱川直樹                 | 高橋晃                    | 9月7日        |
| 31   | 進化!ヘビースパイクF（フォース） | 岡田麿里              | ワタナベシンイチ | ワタナベシンイチ         | しんぼたくろう。 高橋真一 | 9月14日       |
| 32   | 新たなる黒の王                   | 木村暢                | 菱田正和         | 菱田正和 工藤寛顕        | 高橋晃                    | 9月21日       |
| 33   | 入魂!マッハヴィクトリー          | むとうやすゆき        | 西村純二         | 高木茂樹                 | なかじまちゅうじ          | 9月28日       |
| 34   | ギアファイター・誠!              | 山口亮太 黒川倫玄     | 小原正和         | 小原正和                 | 高橋晃                    | 10月5日       |
| 35   | 森の用心棒                       | 吉田伸                | 菱川直樹         | 菱川直樹                 | しんぼたくろう。 高橋真一 | 10月12日      |
| 36   | 地底からの挑戦                   | かずいさかえ 山口亮太 | ワタナベシンイチ | ワタナベシンイチ         | 高橋晃                    | 10月19日      |
| 37   | ふたりのアロラ?                  | 木村暢                | 西村純二         | 小原正和                 | なかじまちゅうじ          | 10月26日      |
| 38   | なつみ、涙の猛特訓               | むとうやすゆき        | ワタナベシンイチ | ワタナベシンイチ         | 高橋晃                    | 11月2日       |
| 39   | 世界大会のゆくえ                 | 樋口達人              | 工藤寛顕         | 工藤寛顕                 | しんぼたくろう。 高橋真一 | 11月9日       |
| 40   | マルコの真実                     | 岡田麿里              | 高木茂樹         | 高木茂樹                 | 高橋晃                    | 11月16日      |
| 41   | 狼の孤独                         | 岡田麿里              | 菱川直樹         | 菱川直樹                 | なかじまちゅうじ          | 11月23日      |
| 42   | 運命の兄弟対決                   | 木村暢                | 小原正和         | 小原正和                 | 高橋晃                    | 11月30日      |
| 43   | キングカイザーの宿命             | 山口亮太              | ワタナベシンイチ | ワタナベシンイチ         | しんぼたくろう。 高橋真一 | 12月7日       |
| 44   | ゼロの境地                       | 木村暢                | 高木茂樹         | 高木茂樹                 | 高橋晃                    | 12月14日      |
| 45   | さよならTB                       | 吉田伸                | 菱川直樹         | 菱川直樹                 | なかじまちゅうじ          | 12月21日      |
| 46   | ヒデ、最後の戦い                 | むとうやすゆき        | ワタナベシンイチ | ワタナベシンイチ         | 高橋晃                    | 12月28日      |
| 47   | 頂上決戦!由宇対勝                | 樋口達人              | 高木茂樹         | 高木茂樹                 | しんぼたくろう。 高橋真一 | 2004年 1月4日 |
| 48   | ギア・バトルロイヤル             | 岡田麿里              | 菱川直樹         | 菱川直樹                 | 高橋晃                    | 1月11日       |
| 49   | 3強激突!最後の決戦!!!            | 山口亮太              | ワタナベシンイチ | ワタナベシンイチ         | なかじまちゅうじ          | 1月18日       |
| 50   | 風（ニトロ）の彼方へ             | 山口亮太              | 倉敷由紀也       | 工藤寛顕 小野学          | 高橋晃                    | 1月25日       |

## 漫画版
クラッシュギアNitro
作画：松本久志 講談社ボンボンコミックス 全3巻
前作「激闘!クラッシュギアTURBO」に引き続き2003年の2月号から2004年の3月号までコミックボンボンにて連載された作品。
アニメのコミカライズながら一部の重要キャラが登場せず、中盤からはオリジナルキャラの登場も目立つなど、前作以上にオリジナル要素の強い作品となった。このような事態になった事に関して、作者は単行本第2巻に収録されているおまけ漫画の中で「実際のアニメを見ていなかった」という事を打ち明けている。反対に、アニメの方ではこの漫画版から逆輸入したとみられる部分も存在する。
1. 2003年9月 ISBN 4-06-323987-X
2. 2003年12月 ISBN 4-06-323993-4
3. 2004年3月 ISBN 4-06-323996-9

## 余談
- 演出のワタナベシンイチは、ギアファイター「ナベシン」として度々登場している。
- 前作のキャラクターがモブシーンに描かれている事が稀にある。
- 絵コンテの倉敷由紀也は、監督を務めたアミノテツローの変名である(「くらしきゆきや」→「クラッシュギア」)。
- 本作品の映像ソフトは、VHSビデオでのセル及びレンタルのみで、DVD等でのリリースはされていない。